# اداکپلامه
اداکپلامه (به لاتین: Adakplamé) در بنین است که در استان پلاتئو واقع شده‌است.

## خصوصیات
اداکپلامه ۱۴٬۰۸۹ نفر جمعیت دارد.